# Тубинский сельсовет (Башкортостан)
Тубинский сельсовет — сельское поселение в Баймакском районе Республики Башкортостан России.

## История
Согласно Закону о границах, статусе и административных центрах муниципальных образований в Республике Башкортостан имеет статус сельского поселения.

## Население
| 2002  | 2009  | 2010  | 2012  | 2013  | 2014  | 2015  |
| ----- | ----- | ----- | ----- | ----- | ----- | ----- |
| 1385  | ↗1421 | ↘1228 | ↘1193 | ↘1188 | ↗1195 | ↘1170 |
| 2016  | 2017  |       |       |       |       |       |
| ↘1162 | ↗1229 |       |       |       |       |       |

## Состав сельского поселения
| № | Населённый пункт | Тип населённого пункта       | Население |
| - | ---------------- | ---------------------------- | --------- |
| 1 | Тубинский        | село, административный центр | ↗1229     |